# Seh Sok
Seh Sok (persiska: سِه سوك, سه سك, Seh Sūk) är en ort i Iran.   Den ligger i provinsen Lorestan, i den centrala delen av landet, 300 km sydväst om huvudstaden Teheran. Seh Sok ligger 1 694 meter över havet och antalet invånare är 126.
Terrängen runt Seh Sok är bergig västerut, men österut är den kuperad. Seh Sok ligger nere i en dal.Runt Seh Sok är det ganska glesbefolkat, med 29 invånare per kvadratkilometer. Närmaste större samhälle är Pīr Emām, 7,6 km väster om Seh Sok. Trakten runt Seh Sok består i huvudsak av gräsmarker.